# Marceau Bilhaut
Pour les articles homonymes, voir Bilhaut.
Marceau Bilhaut, né à Long (Somme) le 28 mars 1848 où il est mort le 16 octobre 1925, est un médecin et chirurgien français de la fin du XIXe siècle et du début du XXe siècle.

## Biographie
Marceau Bilhaut est le fils d'un cordonnier, Victor Hyacinthe Hippolyte Bilhaut, et d'une blanchisseuse, Firmine Zélie Joly.

Ayant tiré le « mauvais numéro » en 1868, Marceau fut incorporé au 4e bataillon de la Garde mobile de la Somme. Pendant la guerre franco-allemande de 1870, il fut nommé médecin aide-major après avoir réussi des examens au Val-de-Grâce. Tout d'abord affecté à l'asile de Vincennes, il fut muté dans une ambulance du 13e corps à Charleville, où il participa à l'évacuation, sur Reims, de deux cents blessés de la bataille de Sedan. Il accompagna également un train de blessés entre Amiens et Beauvais.

L'aide-major Bilhaut fut ensuite nommé au 33e régiment d'Infanterie de marche de l'armée de la Loire. Seul responsable du service médical de ce régiment, il prit part avec lui à la bataille d'Orléans (2-4 décembre 1870). Dans la retraite qui suivit la prise de cette ville par les Allemands, il servit également de médecin à plusieurs autres corps d'armée, soignant les blessés sous le feu de l'ennemi, avant d'assister à la bataille du Mans (11-12 janvier 1871). Les « preuves de zèle et de dévouement » qu'il donna pendant cette campagne lui valurent d'être proposé pour la croix de chevalier de la Légion d'honneur (qu'il ne reçut cependant qu'en 1903, treize ans avant d'être promu officier de cet ordre).
Après la guerre, Marceau Bilhaut s'installa comme docteur en médecine à Paris, où il épousa Philomène Maria Leclercq. Leur fils, Marceau Charles Bilhaut (1881-1960) sera également docteur en médecine.
Rédacteur en chef des Annales d'Orthopédie, le docteur Bilhaut fut élu président de l'Association de la presse médicale française en 1890.

En 1894, alors chirurgien des enfants de l'Hôpital international, il participa à l'examen des ossements attribués - par erreur - à Louis XVII et conclut, avec plusieurs confrères et spécialistes, tels que les docteurs Félix de Backer, Magitot et Manouvrier, que le sujet était trop âgé au moment du décès pour avoir été le prisonnier du Temple.
Pendant la Première Guerre mondiale, il reprit du service en assurant, comme médecin chef, la direction d'un hôpital temporaire de campagne de cinq cents lits à Beauvais.